# Saint Peter, Barbados
Saint Peter este una din cele unsprezece parohii ale statului caraibian Barbados. A fost numită după apostolul creștin și patronul spiritual al parohiei, Sfântul Petru. Se află în nordul insulei Barbados și este singura parohie care se învecinează cu Saint Lucy, care se extinde de la coasta de est la cea de vest.

## Parohii vecine
- Saint Andrew - Est
- Saint James - Sud
- Saint Lucy - Nord